# 21622 Victorshia
21622 Victorshia este un asteroid din centura principală de asteroizi.

## Descriere
21622 Victorshia este un asteroid din centura principală de asteroizi. A fost descoperit pe 9 iunie 1999 la Socorro, New Mexico, în cadrul proiectului LINEAR. Asteroidul prezintă o orbită caracterizată de o semiaxă mare de 2,23 ua, o excentricitate de 0,22 și o înclinație de 5,2° în raport cu ecliptica.